# Füleksávoly
Füleksávoly (szlovákul: Šávoľ) község Szlovákiában, a Besztercebányai kerületben, a Losonci járásban.

## Élővilága

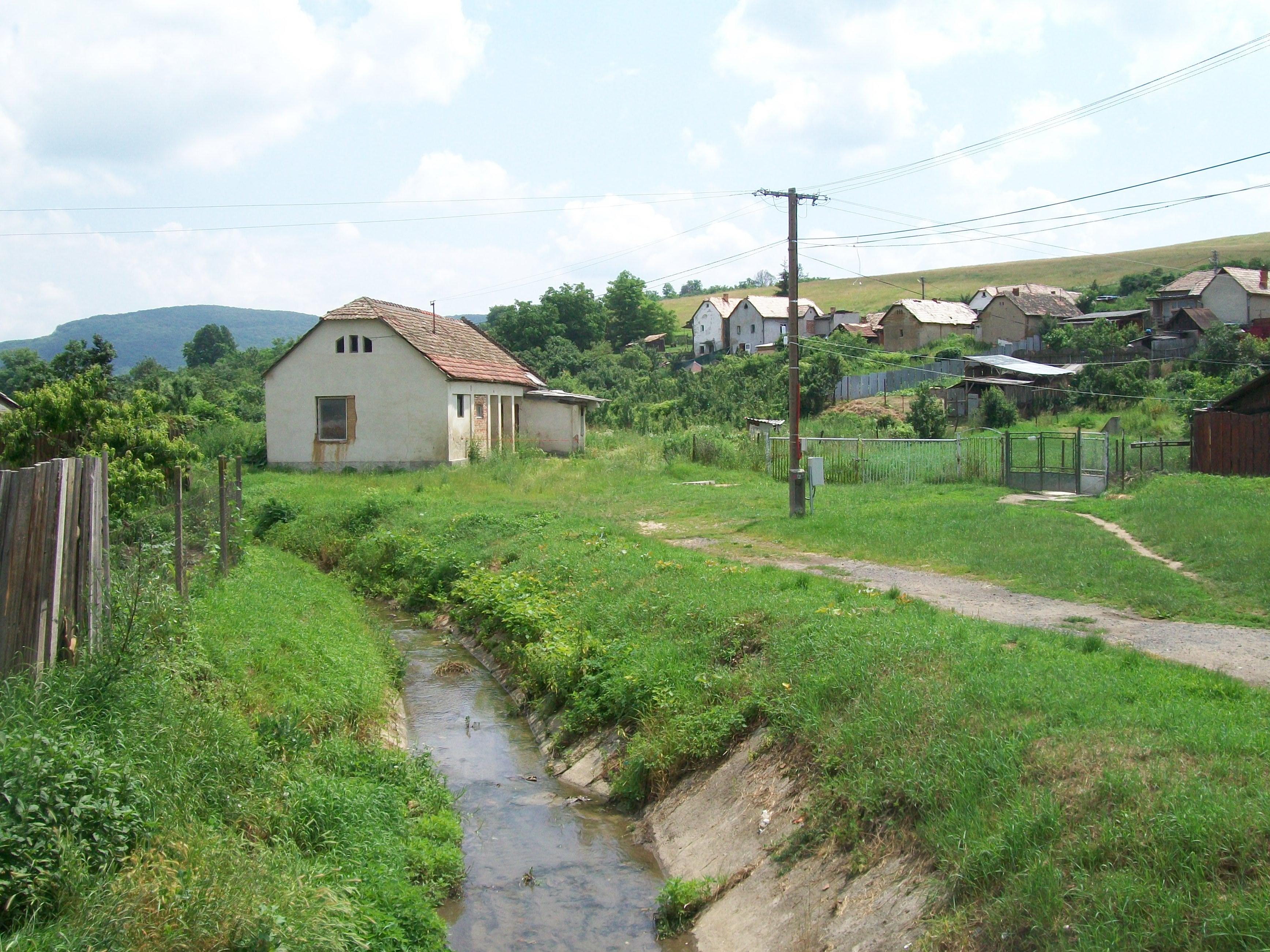

## Fekvése
Fülek-től 4 km-re északra található.

## Története
A mai Sávoly területén az újkőkorban a bükki kultúra települése állt.
Bár a település korábban keletkezhetett, első említése az 1332 és 1337 között kelt pápai tizedjegyzékben található. 1384-ben "Saal", 1435-ben "Sawol" alakban említik. Fülek várának uradalmához tartozott. 1553 és 1594 között a török hódoltság része volt. 1828-ban 56 házában 468 lakos élt, akik főként mezőgazdasággal foglalkoztak.
Fényes Elek szerint "Sávoly, csinos magyar falu, Nógrád vmegyében, Fülekhez közel: 468 kath. lak. Kath. paroch. templom. Földje termékeny; különösen rétjei jók. F. u. h. Coburg. Ut. p. Zelene." 
A trianoni békeszerződésig területe Nógrád vármegye Füleki járásához tartozott. 1938 és 1944 között ismét Magyarország része.

## Népessége
| Év:            | 1994. | 2004.   | 2014.   | 2024.   |
| -------------- | ----- | ------- | ------- | ------- |
| Emberek száma: | 554   | 582     | 561     | 596     |
| Eltérés:       |       | +5,05 % | -3,60 % | +6,23 % |

| Év:            | 2023. | 2024.   |
| -------------- | ----- | ------- |
| Emberek száma: | 592   | 596     |
| Eltérés:       |       | +0,67 % |

1910-ben 450 lakosából 439 magyar és 4 szlovák anyanyelvű volt.
2001-ben 560 lakosából 471 (84.1%) magyar és 79 (14.1%) szlovák volt.
2011-ben 573 lakosából 385 magyar és 113 szlovák volt.
2021-ben 588 lakosából 325 (+95) magyar, 127 (+26) szlovák, 101 (+18) cigány, 3 (+1) egyéb és 32 ismeretlen nemzetiségű volt.

## Nevezetességei

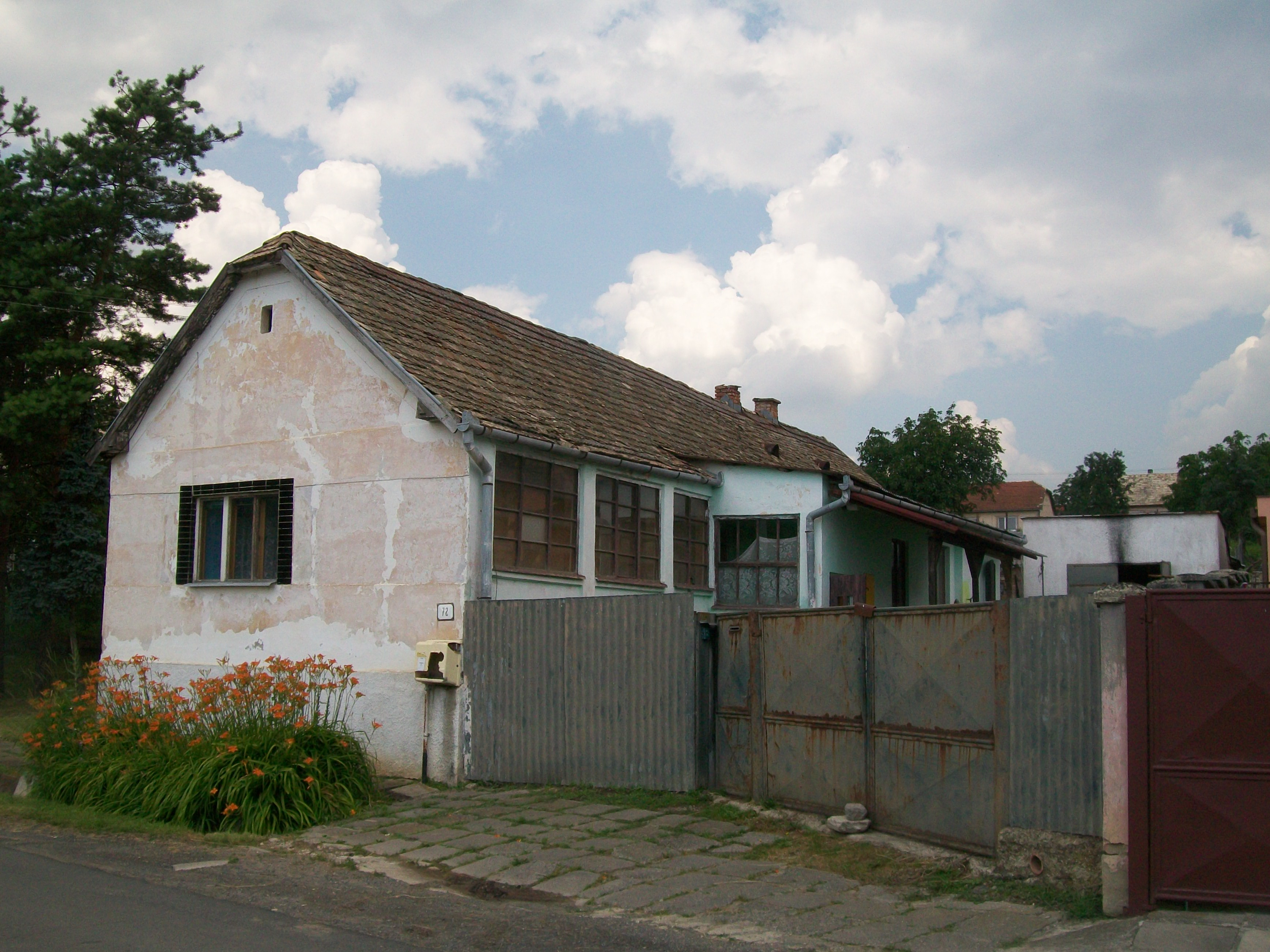
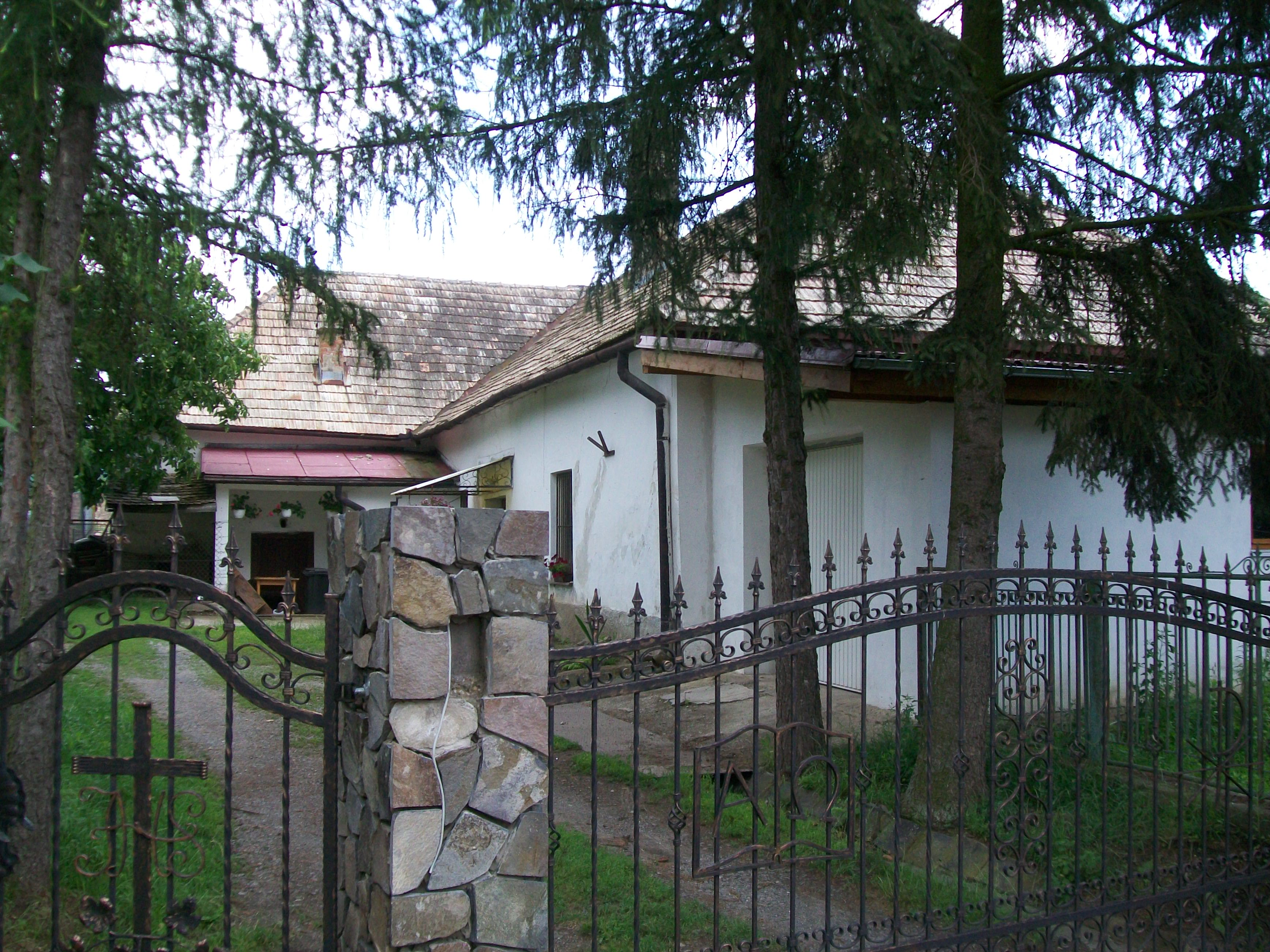
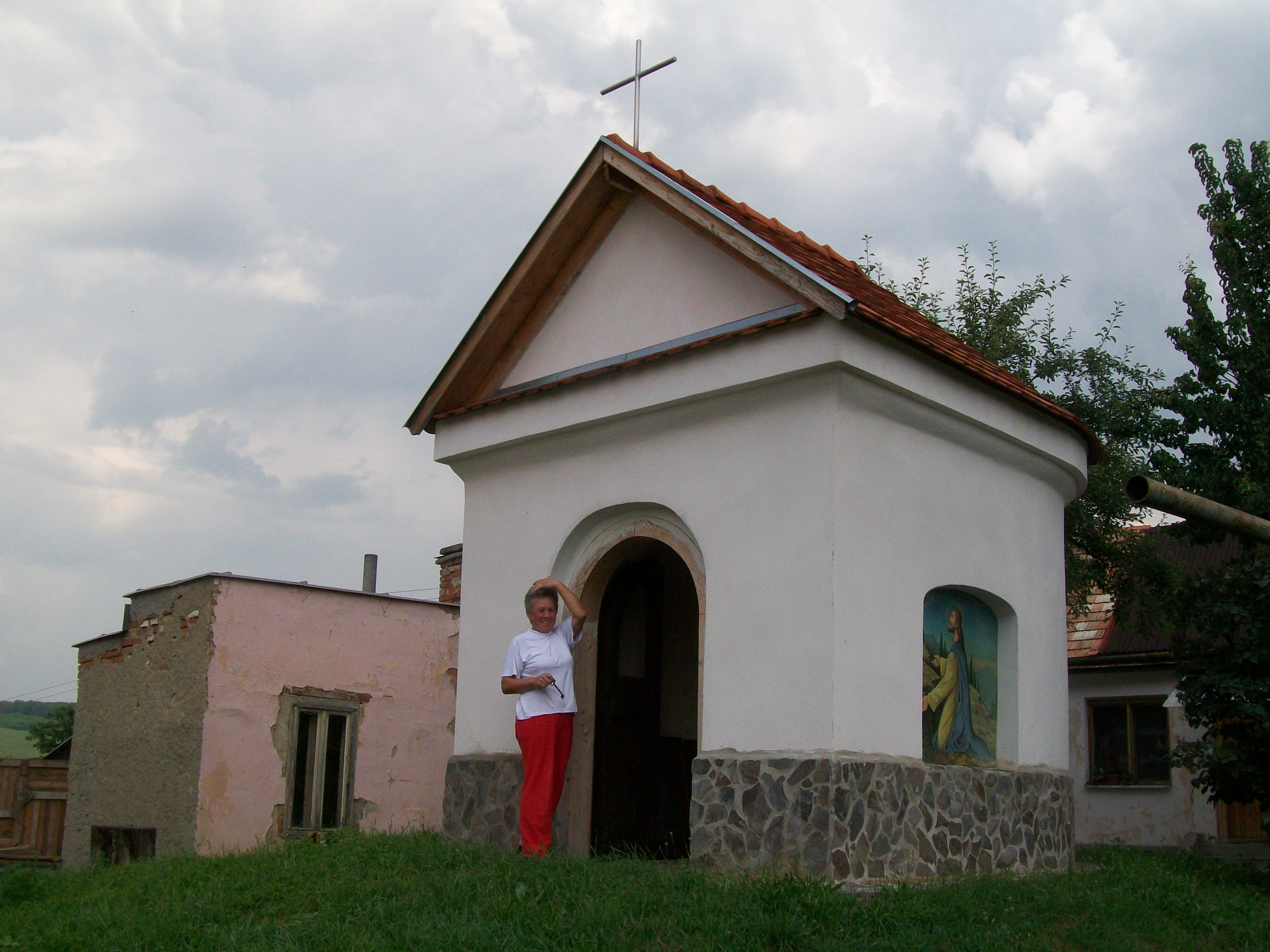
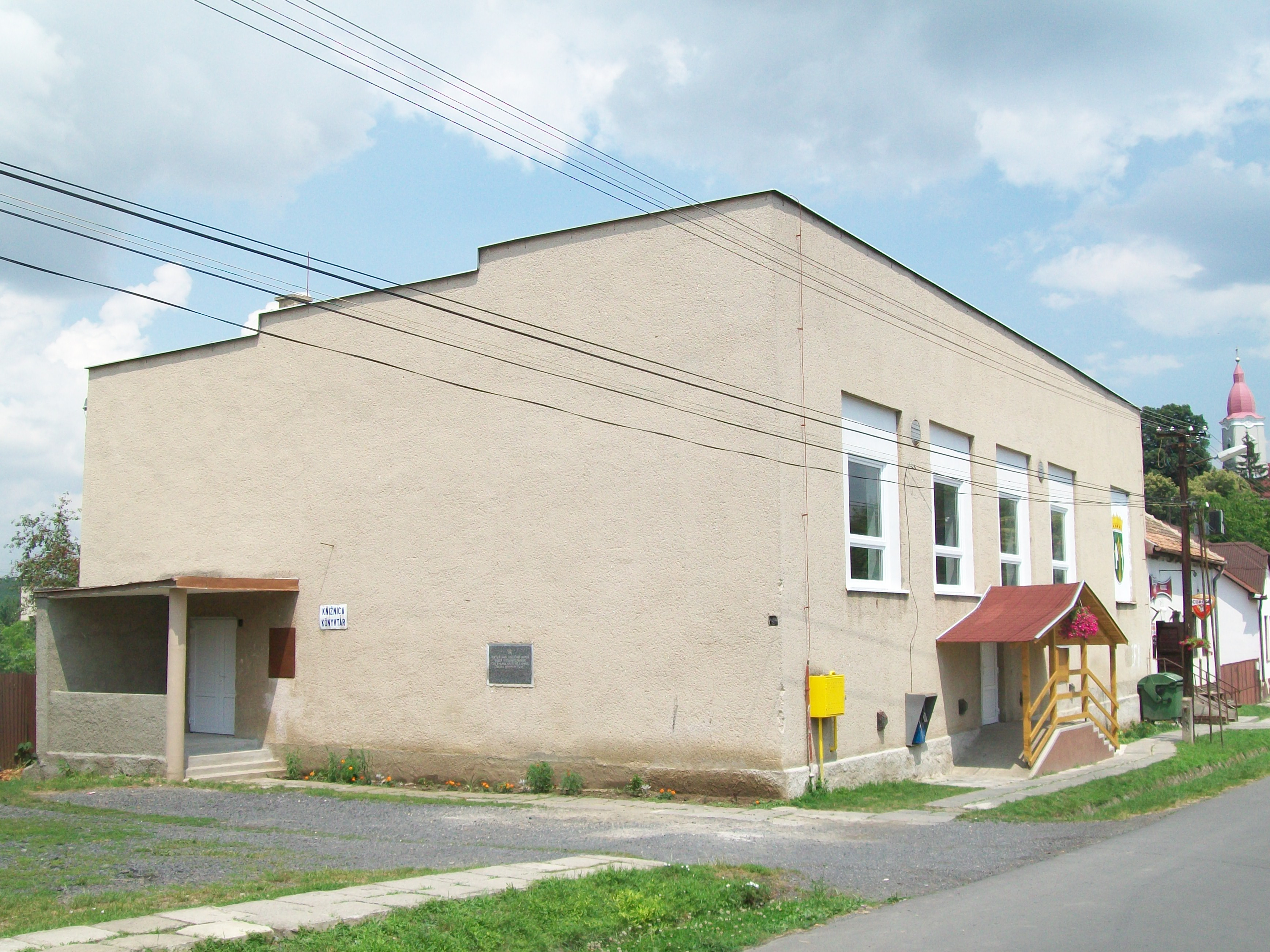
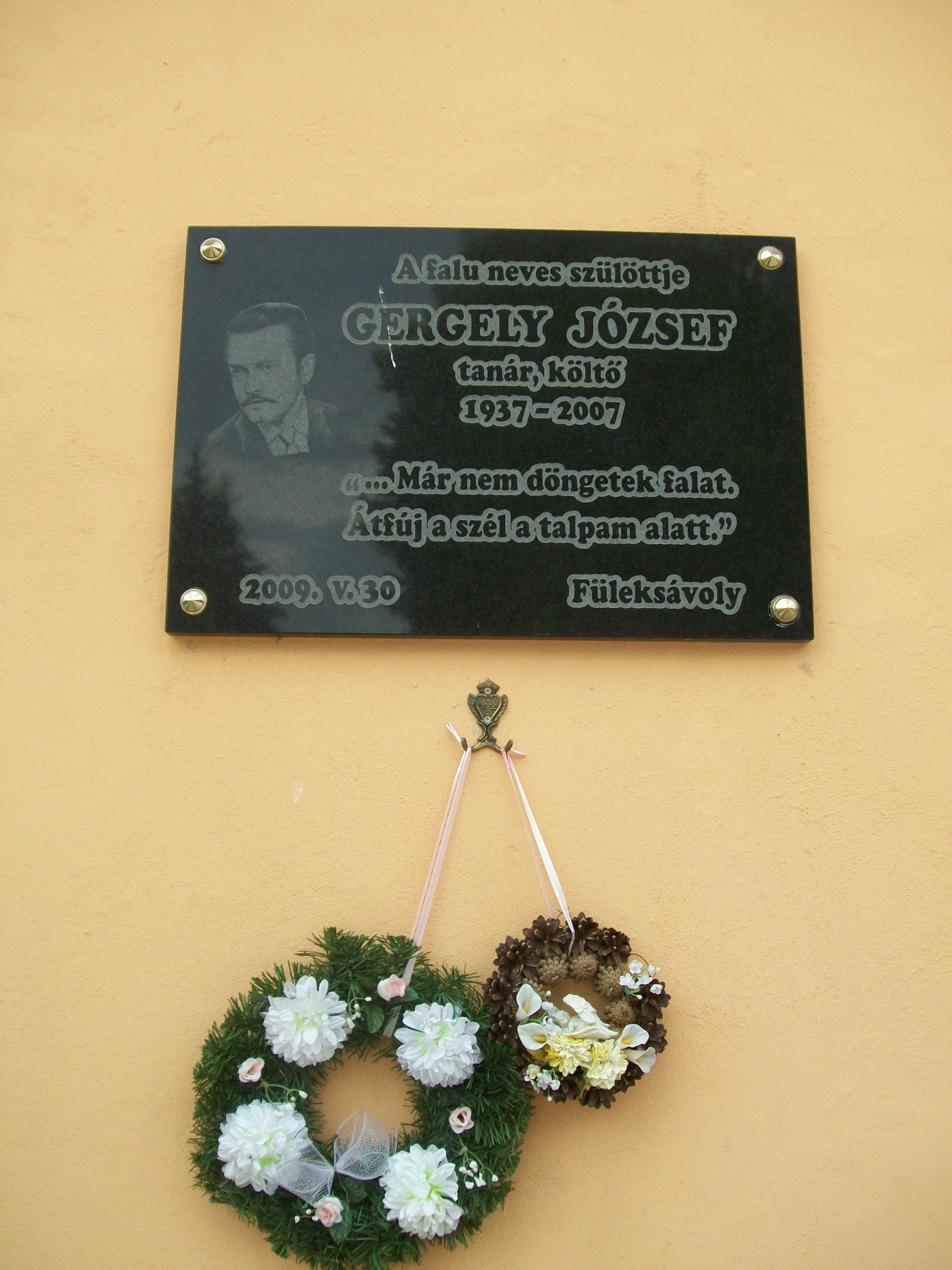

- A Szentlélek tiszteletére szentelt római katolikus temploma a 18. század elején épült, 1805-ben bővítették.
- Hétfájdalmú Szűzanya kápolnája 1800-ban épült.

## Külső hivatkozások
- Községinfó
- Füleksávoly Szlovákia térképén[halott link]
- E-obce.sk